# Illes Barat Daya

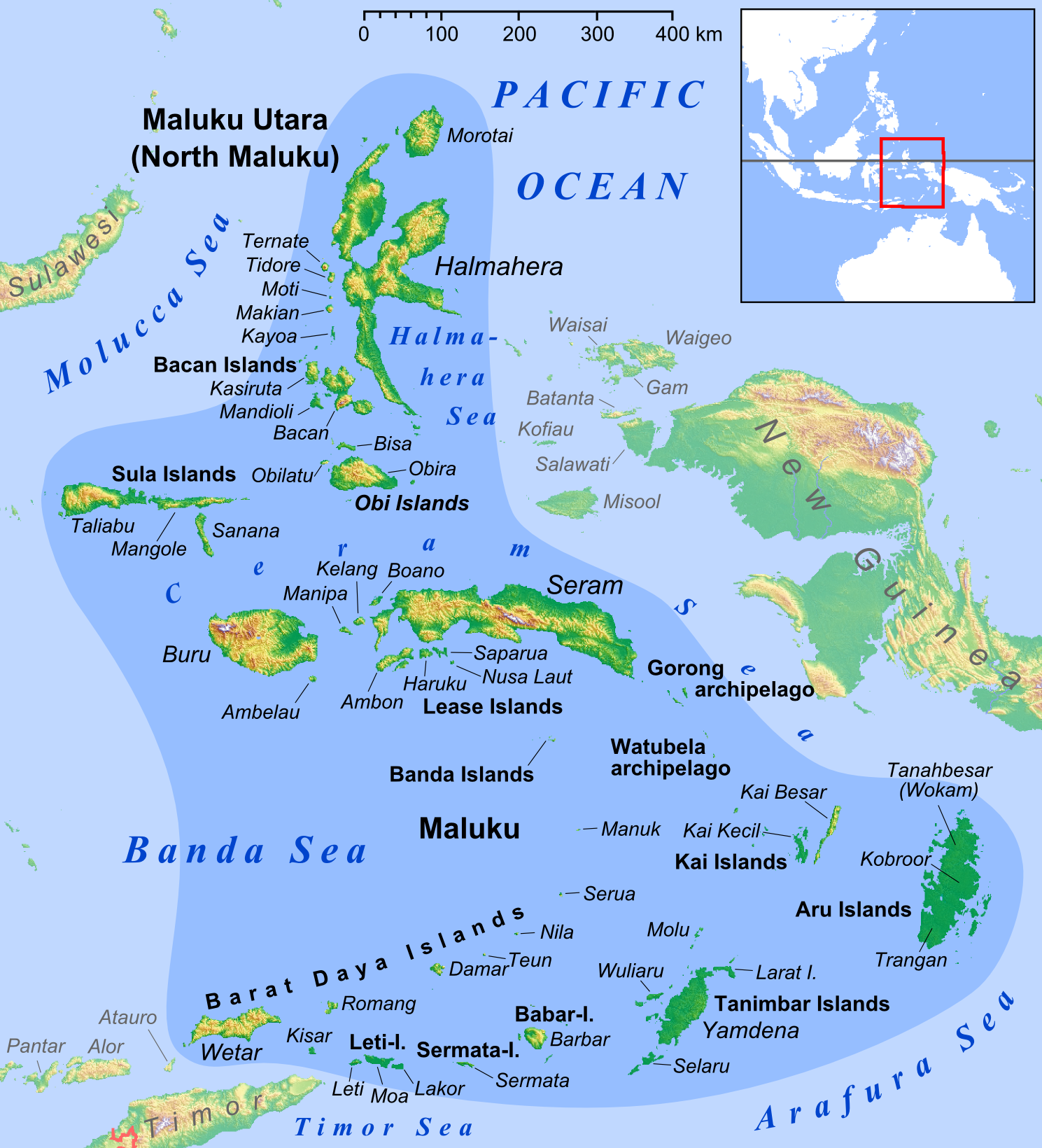
Illes Barat Daya al sud de les Illes Moluques

Les Illes Barat Daya (indonesi: Kepulauan Barat Daya), literalment: Illes del Sud-oest, són un grup d'illes de la província de les Moluques a Indonèsia.

## Illes
Entre d'altres:
- Wetar
- Liran
- Kisar
- Romang
- Damar (Damer)

## Geografia
Es troben al costat de l'extrem est de Timor Oriental. Wetar és l'illa més gran d'aquest grup. L'Estret de Wetar separa Wetar de Timor al sud.
Les illes són tropicals i presenten una estació seca (entre octubre i març) i una estació humida. La major part de les illes no són gaire fèrtils i poc boscoses.
Junt amb Timor, Nusa Tenggara, Sulawesi, i la major part de les Moluques, les illes Barat Daya Islands són part de Wallacea, illes separades per aigües marines profundes. Aquestes illes mai han estat unides ni amb Àsia ni amb Austràlia, per tant, tenen pocs mamífers i una mescla de la flora i la fauna d'ambdós continents.

## Història
Al contrari que la resta de les Illes Moluques, les illes Barat Daya no van participar en el secular comerç interinsular. Només a Damar es cultivaven espècies.